# نوريوشي ساكاي
نوريوشي ساكاي (باليابانية: 酒井 宣福) (مواليد 9 نوفمبر 1992)، هو لاعب كرة قدم ياباني سابق كان يلعب كلاعب وسط.

## وصلات خارجية
- نوريوشي ساكاي على موقع رابطة كرة القدم اليابانية للمحترفين (اليابانية)
- نوريوشي ساكاي على موقع قاعدة بيانات كرة القدم.إي يو (الإنجليزية)
- نوريوشي ساكاي على موقع Soccerway.com (الإنجليزية)
- نوريوشي ساكاي على موقع عالم كرة القدم.نت (الإنجليزية)
- نوريوشي ساكاي على موقع كووورة